# Bartica
Bartica es una ciudad administrada por Guyana, en la confluencia de los ríos de Mazaruni y de Cuyuni. La ciudad posee un embarcadero y un mercado. Se utiliza como punto de partida para los viajes hacia el interior. Un servicio de transbordador funciona hacia la ciudad de Parika. 

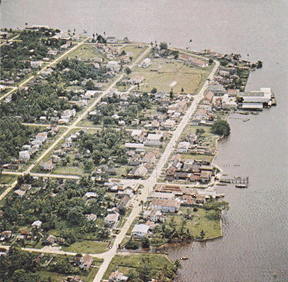
Vista aérea de Bartica.

Bartica se convirtió de un establecimiento anglicano del misioneros, establecido en 1842. El nombre “Bartica” viene de “tierra roja” una palabra amerindia, común en el área. Al norte de Bartica se encuentra la fortaleza neerlandesa, asiento anterior del gobierno para el condado de Esequibo.
Hay varios hoteles en la ciudad: Barra de la playa de Riverview, hotel Hi-Bajo y hotel de Marin. 
Durante el fin de semana de pascua de cada año, Bartica realiza la Regatta de Bartica, una festividad con una variada selección de actividades de entretenimiento entre ellas actividades acuáticas; se exhiben principalmente los barcos de deportivos o de velocidad, también hay encuentros de cricket, boxeo, fútbol; demostraciones de habilidad, un desfile por las principales vías, y un concurso de belleza. La regatta atrae visitantes de todo el esequibo e igualmente de otros países.
La ciudad está ubicada dentro de Guayana Esequiba, una región reclamada por Venezuela.

## Demografía
Según censo de población 2002 contaba con 4674 habitantes. La estimación 2010 refiere a 8532 habitantes.
Ocupación de la población
| Dato      | Funcionarios | Profesionales y técnicos | Clero | Comercio y Servicios | Act. agrícolas | Act. industriales | Ocup. elementales | S/D   | Total  |
| --------- | ------------ | ------------------------ | ----- | -------------------- | -------------- | ----------------- | ----------------- | ----- | ------ |
| Población | 80           | 231                      | 147   | 1082                 | 78             | 262               | 742               | 2052  | 4674   |
| %         | 1,71         | 4,94                     | 3,15  | 23,51                | 1,67           | 5,61              | 15,88             | 43,90 | 100,00 |